# MGMディジーワールド

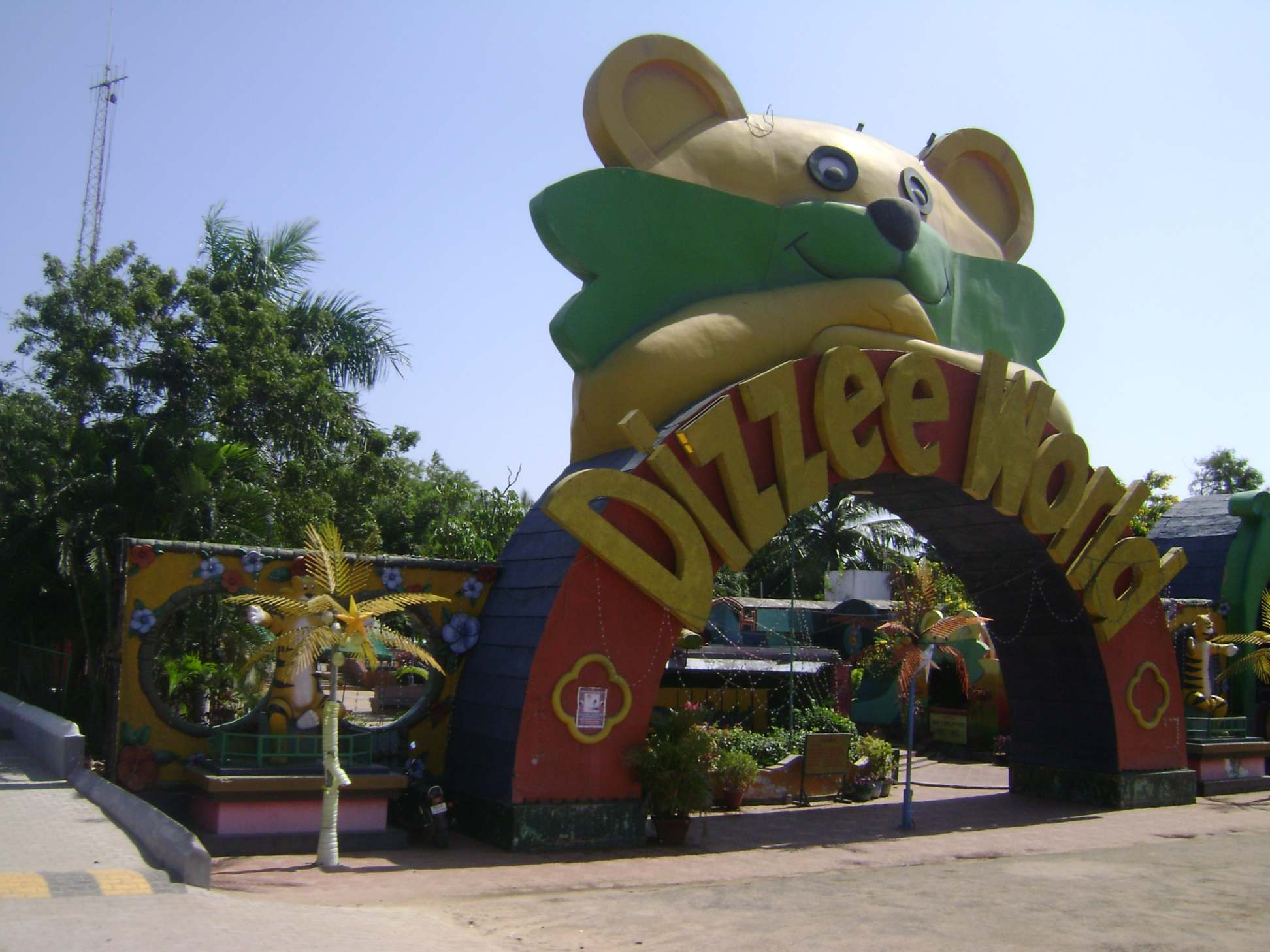
MGMディジーワールド

MGMディジーワールド(英語: MGM Dizzee World)とはインド・タミル・ナードゥ州チェンナイのイースト・コーストロードにある遊園地である。園内にはログ・ライド、観覧車、スパイダースピン、ローラーコースター、ファニーマウンテン、ダッシングカー、スーパー・トゥルーパー、ウォーターワールドがあるほか、季節ごとの特別なショーが行われる。
MGMグループ・オブ・カンパニーズが運営している。
また、人工雪のシャワーや雪山、雪男が登場する雪の渓谷が再現されたアトラクションが2000年代初めにオープンしている。